# Borowina (województwo lubuskie)
Borowina – wieś w Polsce położona w województwie lubuskim, w powiecie żagańskim, w gminie Szprotawa.
W latach 1973–1976 miejscowość była siedzibą gminy Borowina. W latach 1975–1998 miejscowość administracyjnie należała do województwa zielonogórskiego. Miejscowość leży przy drodze wojewódzkiej nr 297.
Z okolicznego mokradła bierze swój początek Potok Sucha, który opływa obręb wsi od strony północnej i wschodniej.
Powierzchnia wsi wynosi 1249,30 ha.
Na południu wsi funkcjonuje cmentarz komunalny.

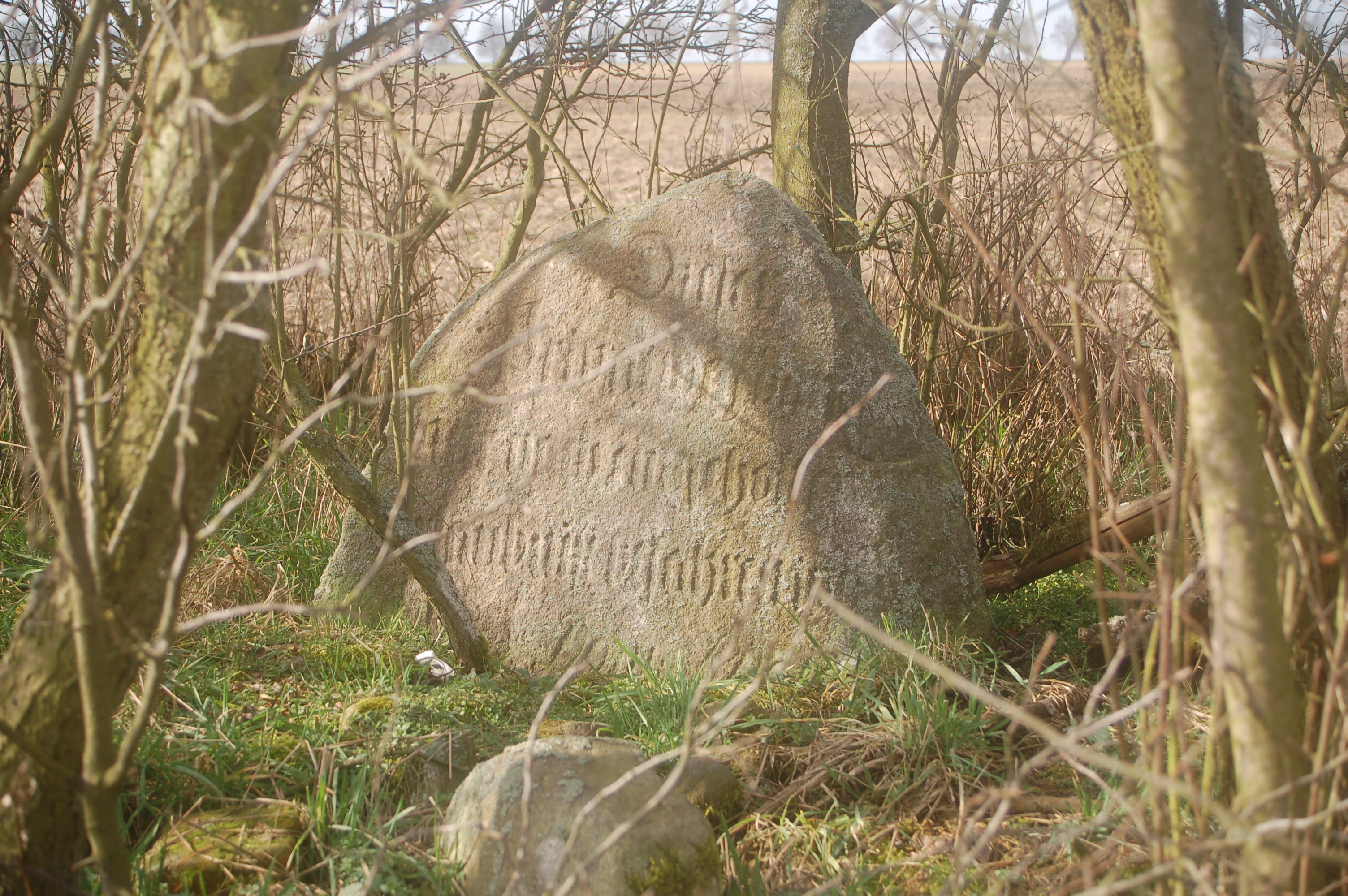
Zabytkowy kamień drogowy pod Borowiną

## Historia
Pierwsze wzmianki o wsi pochodzą z XIII wieku.

## Zabytki
Do wojewódzkiego rejestru zabytków wpisane są:
- Kościół pod wezwaniem św. Bartłomieja, gotycki z XIII w., w początku XIV wieku, XV wieku, 1584 roku.
- zespół pałacowy:
  - pałac - dwór, z XVI w., założony na rzucie prostokąta, murowany z kamienia i cegły, powstał jako budowla obronna, otaczała go fosa. Przebudowany ok. 1730, został wówczas rozbudowany i zmodernizowany. Na początku XIX w. barokowa elewacja otrzymała klasycystyczny ornament[7]
  - dwie oficyny, z początku XIX wieku
  - budynek gospodarczy, z XVIII wieku /XIX wieku
  - park, założony w I poł. XVIII. W latach 1810–70 powiększany do powierzchni ok. 8 ha. Rosną w nim wiekowe dęby i platany oraz lipy[7].

inne zabytki:
- Kamienny znak drogowy, z czasów funkcjonowania Dominium Hartau[8].

## Demografia
Według danych w 2016 roku Borowinę zamieszkiwało 299 osób.
Liczba mieszkańców miejscowości w poszczególnych latach:
| Rok  | Ilość mieszkańców |
| ---- | ----------------- |
| 1998 | 330               |
| 2002 | 285               |
| 2009 | 310               |
| 2011 | 310               |
| 2016 | 299               |
| 2021 | 272               |